# Liste der diplomatischen Vertretungen in Vanuatu

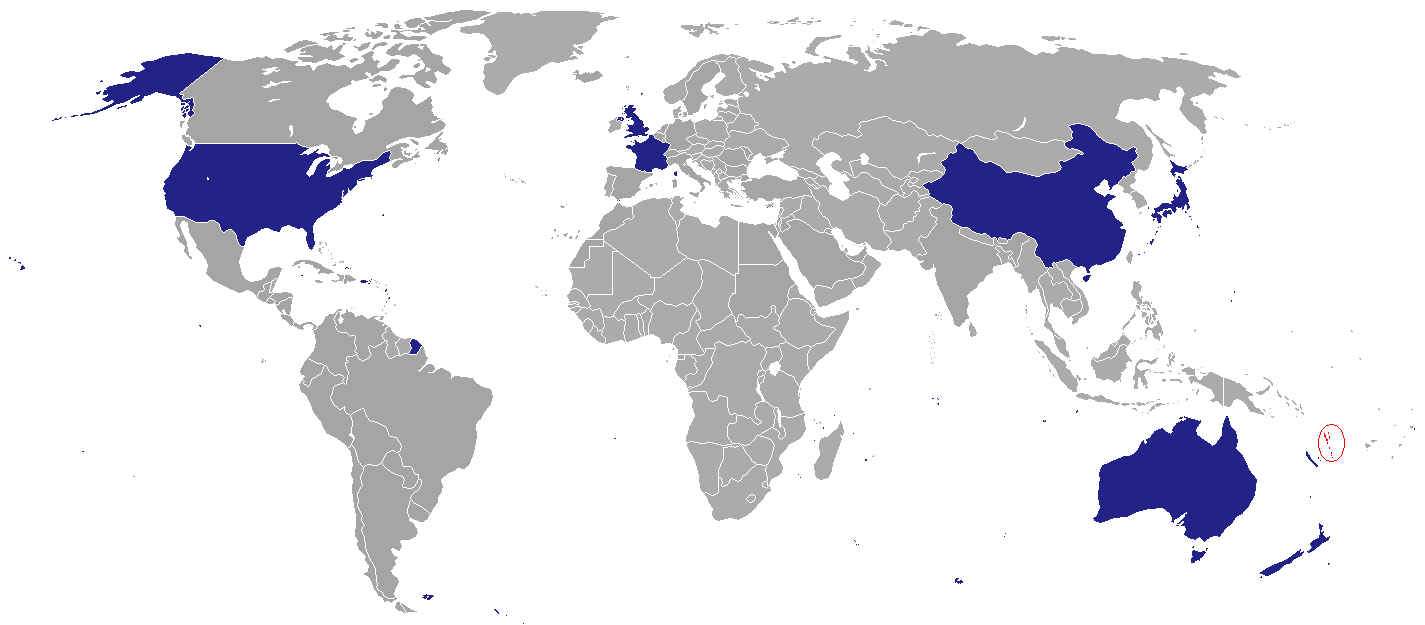
Staaten mit einer Botschaft in Vanuatu

Die Liste der diplomatischen Vertretungen in Vanuatu führt Botschaften und Konsulate auf, die im 
ozeanienischen Staat Vanuatu eingerichtet sind (Stand 2019).

## Botschaften in Vanuatu
4 Botschaften sind in Vanuatus Hauptstadt Port Vila eingerichtet (Stand 2019).

### Staaten
| - Australien: Hohe Kommission - Frankreich: Botschaft - Neuseeland: Hohe Kommission - Volksrepublik China: Botschaft |